# Sancho II. (Kastilien)

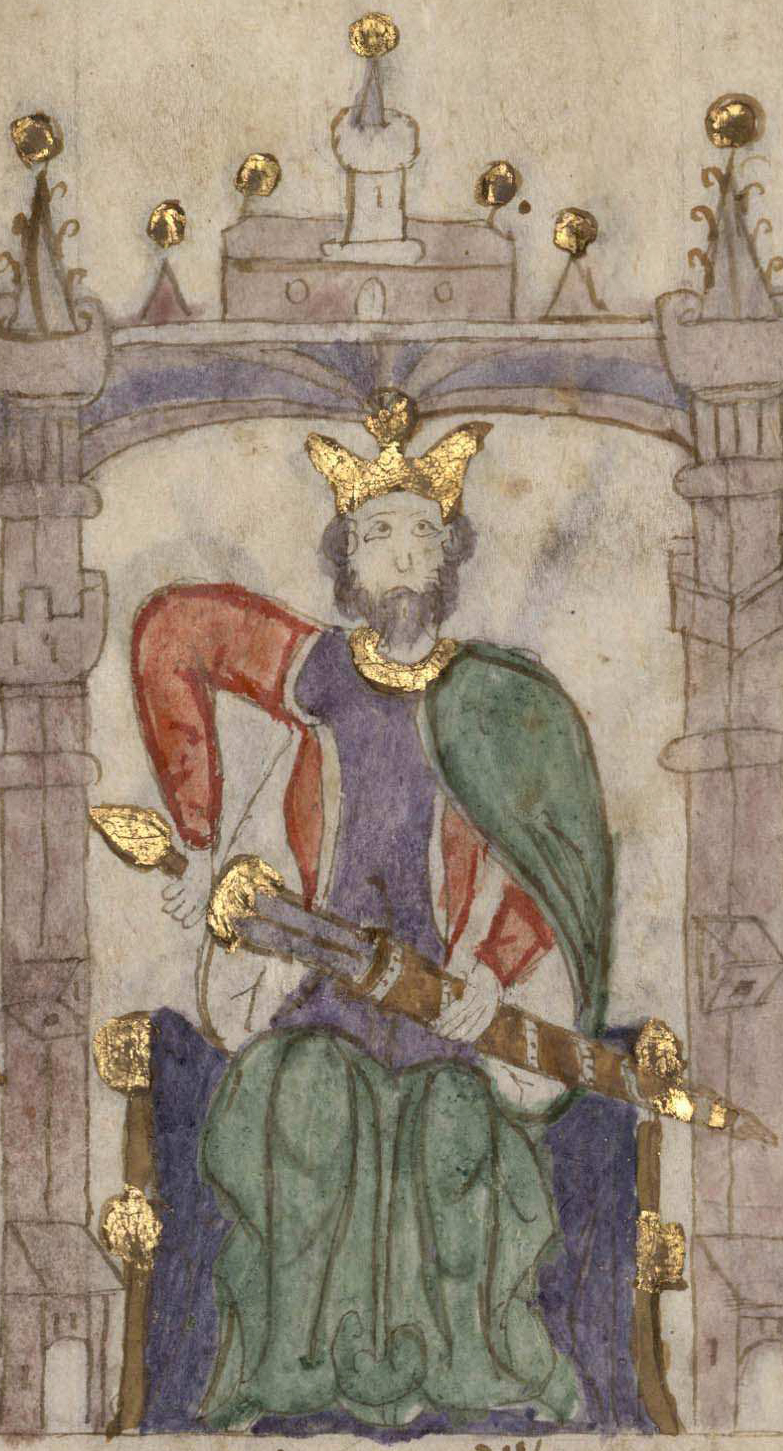
Sancho II.

Sancho II. (* um 1038; † 7. Oktober 1072) war von 1065 bis zu seinem Tod König von Kastilien und 1072 kurzzeitig auch König von León und Galicien.

## Leben
Sancho war ein Sohn des Königs Ferdinand I. von León und der Sancha von León. Seine Geschwister waren:
- Urraca (* vor 1037, † 1103), „Königin“ von Zamora
- Alfons VI. (1037–1109), König von León und ab 1072 auch König von Kastilien und Galicien
- Elvira († 1099), Herrin von Toro
- García (1042–1090), König von Galicien

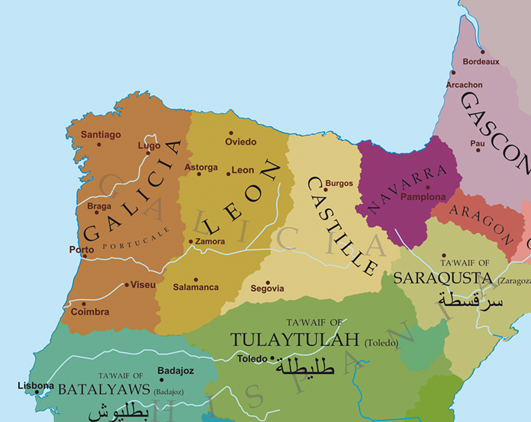
Die geopolitische Landkarte Spaniens im 11. Jahrhundert.

Von seinem Vater wurde Sancho 1063 nach Saragossa befohlen, um den dortigen maurischen Herrscher im Kampf gegen König Ramiro I. von Aragón zu unterstützen, der in der Schlacht von Graus getötet wurde. Sancho war der älteste Sohn des Vaters, soll aber in der väterlichen Zuneigung gegenüber dem jüngeren Alfons zurückgestanden haben, weshalb dieser bei der väterlichen Erbteilung auch das wesentlich größere Erbe der Mutter, das Königreich León, erhielt. Sancho hingegen bekam die vergleichsweise kleinere Grafschaft Kastilien, für die er allerdings mit allen Regalien eines Königs ausgestattet wurde. Im Jahr 1068 stand er im „Krieg der drei Sanchos“ den Königen Sancho IV. von Navarra und Sancho Ramírez von Aragón gegenüber und konnte Álava erobern.
Zwischen Sancho und seinen Geschwistern bestand seit jeher eine unterschwellige Feindschaft, die nach dem Tod der Mutter 1067 in einen offenen Machtkampf um das Gesamterbe eskalierte. Im Jahr 1072 ging Sancho zunächst gegen den jüngsten Bruder García in die Offensive und vertrieb ihn aus seinem Königreich Galicien. Das Urkundenwesen in Santiago de Compostela legt nahe, dass dieser Schlag noch als Gemeinschaftsaktion mit Alfons vonstattenging, aber schon in den ersten Januartagen 1072 besiegte der militärisch stärkere Sancho auch Alfons in der Schlacht von Golpejera und zwang ihn zum Gang ins Exil. Am 12. Januar ließ sich Sancho in León zum König krönen. Damit schien er als Sieger aus dem Machtkampf hervorzugehen, einzig seine Schwester Urraca, die zu Alfons gehalten hatte, leistete ihm in ihrer Stadt Zamora noch Widerstand. Während der Belagerung der Stadt wurde Sancho von einem Ritter aus Zamora getötet, der Legende nach Vellido Dolfos; die Tat soll nach einem Verrat erfolgt sein. Somit ging letztlich Alfons VI. als Sieger aus dem Machtkampf hervor und vereinte das Erbe der Eltern unter seiner Herrschaft.
Sancho wurde in der Abtei San Salvador von Oña bestattet. Im Epitaph seines Grabes wurde seine Schwester Urraca als Hauptverantwortliche für seinen Tod festgemacht.
Verheiratet war Sancho mit einer Frau namens Alberta, die lediglich in zwei Urkunden aus dem Jahr 1071 bekannt ist. Über ihre Herkunft liegt nur ein wenig glaubwürdiger Bericht aus der im 12. Jahrhundert verfassten Chronica Naierensis vor, wonach sie eine Tochter des Königs García III. von Navarra gewesen und von ihrem Halbbruder Sancho vergewaltigt worden sei. Und weil dieser bei Ramiro I. von Aragón Zuflucht gesucht habe, sei es zu der verhängnisvollen Schlacht von Graus gekommen. Moderne spanische Historiker vermuten Wilhelm den Eroberer als Vater von Alberta, wenngleich dieser keine bekannte Tochter dieses Namens hatte.
Einer der engsten Vertrauten Sanchos war der kastilische Adlige Rodrigo Díaz de Vivar, der als „El Cid“ in die spanische Folklore eingehen sollte.